# Felix Grucci
Felix J. Grucci Jr. (Brookhaven, 25 novembre 1951) è un politico statunitense, membro della Camera dei Rappresentanti per lo stato di New York dal 2001 al 2003.

## Biografia
Nato in una famiglia italoamericana di Brookhaven, nello stato di New York, Grucci lavorò come amministratore della società di fuochi d'artificio di famiglia, la Fireworks by Grucci. Nel 1993 fu eletto all'interno del consiglio comunale di Brookhaven, suo primo incarico politico, mentre nel 1996 ottenne un mandato di quattro anni come supervisore della città.
Nel 2000 Grucci fu eletto alla Camera dei rappresentanti come successore di Michael Forbes, un deputato repubblicano che nel 1999 aveva cambiato partito, divenendo un democratico; nelle primarie democratiche Forbes era stato sconfitto da Regina Seltzer, contro la quale Grucci vinse le elezioni generali. Ricandidatosi nelle elezioni del 2002, perse contro il democratico Tim Bishop e lasciò il seggio dopo un solo mandato.

## Vita personale
Dal matrimonio con Madeline, Grucci ebbe due figli: Danielle, e Felix III.